# Aguada Quelana
Aguada Quelana är en källa i Chile.   Den ligger i regionen Región de Antofagasta, i den norra delen av landet, 1 100 km norr om huvudstaden Santiago de Chile. Aguada Quelana ligger 2 316 meter över havet.
Terrängen runt Aguada Quelana är huvudsakligen platt, men österut är den kuperad. Trakten runt Aguada Quelana är nära nog obefolkad, med mindre än två invånare per kvadratkilometer.. Det finns inga samhällen i närheten.
Trakten runt Aguada Quelana är ofruktbar med lite eller ingen växtlighet.